# جغرافیای باهاما

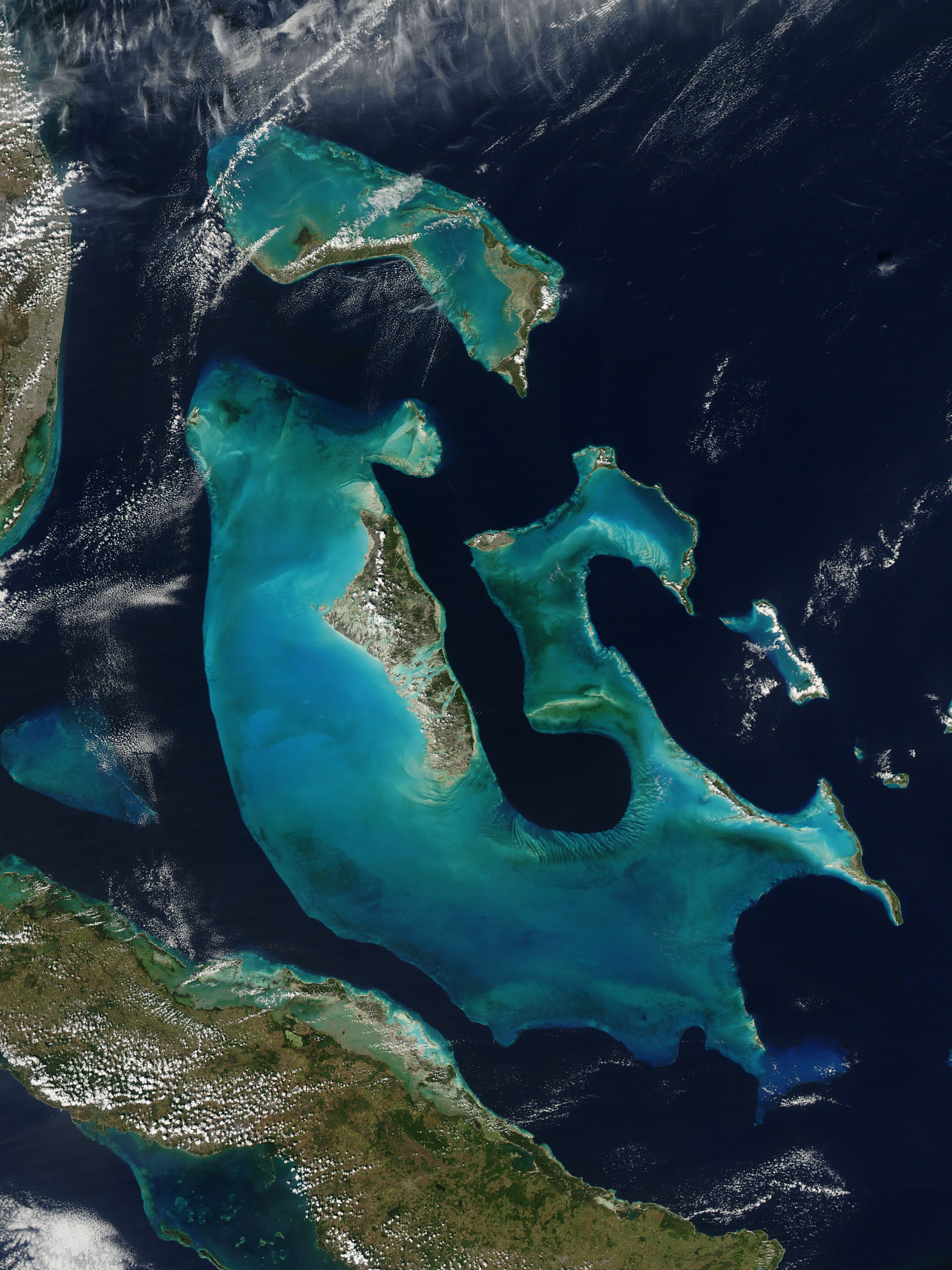
دید ماهواره‌ای ناسا از باهاما.

کشور باهاما متشکل از گروهی در حدود ۷۰۰ جزیره و جزیرک در بخش غربی اقیانوس اطلس است که فقط بین ۳۰ تا ۴۰ از آن‌ها مسکونی است. بزرگ‌ترین آن‌ها جزیره آندروس است که در شمال کوبا و ۲۰۰ کیلومتری جنوب شرق فلوریدا واقع شده‌است. جزایر بیمینی در شمال غربی آن قرار دارند. در سمت شمال، جزیره گرند باهاما واقع شده‌است که دومین شهر بزرگ کشور یعنی فری‌پورت در آن قرار دارد. جزیره آباکوی بزرگ در شرق آن قرار دارد. در منتهی‌الیه جنوبی، جزیره گرند ایناگوا، دومین جزیره بزرگ کشور جای گرفته‌است.
جزایر قابل توجه دیگر شامل الوترا، جزیره کت، جزیره سان سالوادور، آکلینز، جزیره کروک و مایاگوانا هستند. ناسائو پایتخت و بزرگترین شهر کشور است که در نیو پراویدنس واقع شده‌است. این جزایر دارای آب و هوای گرم‌دشتی هستند که گلف استریم آن را ملایم‌تر کرده‌است.
مساحت کل جزایر ۱۳۸۷۸ کیلومتر مربع است. با توجه به پراکندگی زیاد جزایر، باهاما دارای ۴۱مین منطقه انحصاری اقتصادی بزرگ با ۶۵۴٬۷۱۵ کیلومتر مربع است.
بلندترین نقطه کشور تنها ۶۳ متر از سطح دریا ارتفاع دارد و در جزیره کت واقع شده‌است. بلندی در جزیره نیو پراویدنس، جایی که پایتخت کشور، ناسائو، در آن واقع شده، حداکثر به ۳۷ متر می‌رسد. زمین باهاما دارای پایه مرجانی فسیلی است، اما بخش اعظم تخته‌سنگ‌ها از سنگ آهک‌های خاگه‌سنگی تشکیل شده‌است. این سنگ نتیجه از بین رفتن آب‌سنگ‌های مرجانی و صدف‌های دریایی است. زمین باهاما در درجه اول یا صخره‌ای یا مرداب‌های جنگل حرا است.
درختچه‌های کوتاه قسمت زیادی از سطح کشور را پوشانده‌اند. کاجستان‌ها در چهار جزیره شمالی یافت می‌شوند: گرند باهاما، جزیره آباکوی بزرگ، نیو پراویدنس و آندروس.
در برخی از جزایر جنوبی، سخت‌چوب‌های گرمسیری کم‌ارتفاع رشد خوبی دارند. اگرچه بخشی از خاک باهاما بسیار حاصلخیز است، اما لایه آن بسیار نازک نیز هست. در این کشور فقط چند دریاچه آب شیرین و فقط یک رودخانه، واقع در جزیره آندروس، وجود دارد.